# François Vidal (homme politique)
Pour les articles homonymes, voir François Vidal et Vidal.
François Vidal, né à Coutras (Gironde) le 17 février 1812 et mort le 6 février 1872 à Bordeaux, est un homme politique français, économiste et théoricien socialiste sous la Monarchie de Juillet et la Deuxième République.

## Biographie
Après des études de droit à Paris au cours desquelles il étudie les doctrines de Fourier et de Saint-Simon, il devient avocat en 1831. Dans ses publications, il se distingue par sa vision critique de l'économie libérale, et collabore à différents périodiques : "La Démocratie pacifique" de Victor Considérant, "La Revue indépendante" de Pierre Leroux, etc. En 1841, il est employé quelque temps dans les bureaux de la préfecture de la Seine, aux travaux d'expropriation occasionnés par la construction des barricades Parisienne.
En 1848, Louis Blanc, dont il partage l'essentiel des théories, le nomme secrétaire de la Commission du Luxembourg dont il rédige le rapport avec Constantin Pecqueur. En janvier 1849, il fonde, avec le fouriériste Alphonse Toussenel, le journal hebdomadaire  "Le travail affranchi". Aux élections partielles du 10 mars 1850, il est élu député de la Seine avec Hippolyte Carnot et Paul de Flotte avec lesquels il siège sur les bancs de l'extrême-gauche. Par la suite, il publie des ouvrages et continue à écrire des articles d'économie. Après le coup d'État du 2 décembre 1851, François Vidal se retire de la vie politique, quitte Paris et prend sa retraite.

## Réception de François Vidal
Dans Histoire de la révolution de 1848, Louis Blanc souligne son savoir en matière d'économie politique, fort utile aux travaux de la Commission du Luxembourg. Marx cite brièvement son nom dans Le Dix-huit Brumaire de Louis Bonaparte, à propos des élections («Vidal, l’un des députés de Paris nouvellement élus»). La plupart des ouvrages spécialisés de son siècle ne le mentionnent guère.
En contact d'abord avec les saint-simoniens, puis avec les milieux fouriéristes, sa pensée est celle d'un socialiste moderne, curieusement tombé dans l'oubli. Il ne se contente pas de critiquer les effets du régime capitaliste, mais en analyse les contradictions centrales pour proposer, notamment dans Vivre en travaillant ! Projets, voies et moyens des réformes sociales (1848), des perspectives de création d'un ordre social fondé sur de nouvelles bases.

## Œuvre
- 1844: Caisses d'épargne. I. Les caisses d'épargne transformées en institutions de crédit et II. Création d'ateliers de travail au moyen d'avances fournies par les caisses d'épargne.

- 1846: De la répartition des richesses ou de la justice distributive en économie sociale, Paris, Capelle, 1846. Réédition: Uzès, Inclinaison, 2012. Livre articulé en trois parties: «Exposition de principes», «De la répartition selon les économistes (physiocrates, école libérale de Smith)», «De la répartition selon les socialistes (Saint-Simon, Fourier, école de la communauté, école des égalitaires».

- 1848: Vivre en travaillant ! Projets, voies et moyens des réformes sociales, réédition: Centre de Sociologie Historique, 1997.

- 1849: avec Constantin Pecqueur, plan général de réformes du 26 avril 1848, in Louis Blanc, La révolution de février au Luxembourg, Paris, Michel Lévy, 1849, p. 87-144.

- 1851: Organisation du crédit personnel et réel, mobilier et immobilier.
- 1859: Théologie de la religion naturelle

### Sources utilisées
- Fiche «François Vidal» du site Les premiers socialismes français (Université de Poitiers).
- Collectif, «Avertissement de l'éditeur», François Vidal, De la répartition des richesses ou de la justice distributive en économie sociale, Uzès, Inclinaison, 2012, p. VII-XVI.
- Maitron, Jean (sous la direction de), Dictionnaire biographique du mouvement ouvrier français, Paris, Les Éditions ouvrières, 1964-1997, entrée "François Vidal".
- « François Vidal (homme politique) », dans Adolphe Robert et Gaston Cougny, Dictionnaire des parlementaires français, Edgar Bourloton, 1889-1891 [détail de l’édition]